# Krubbitning

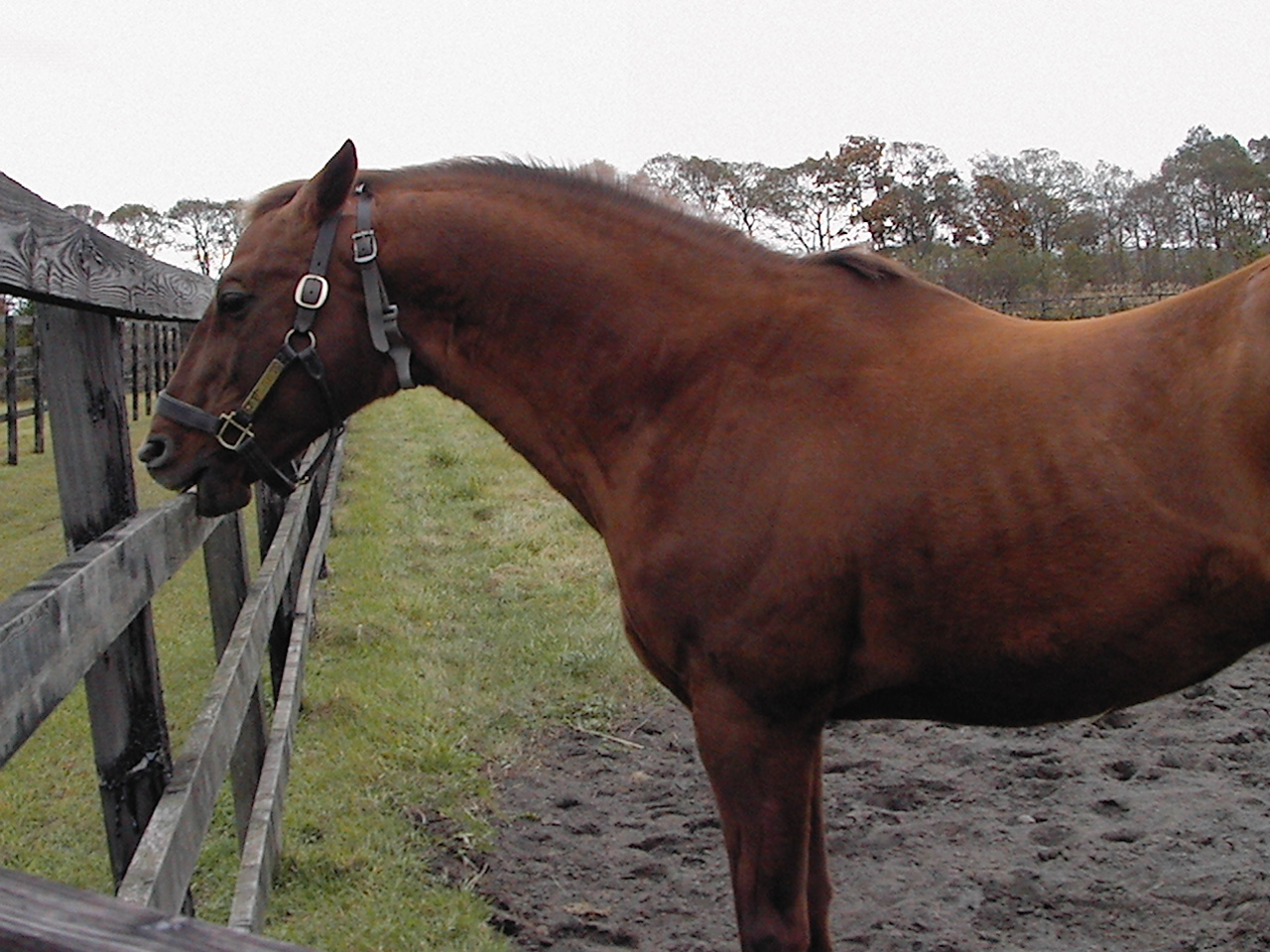
Häst som krubbiter.

Krubbitning och det närbesläktade luftsnappning är två stereotypa beteenden som kan uppvisas av hästar. De båda är väldigt lika varandra. Luftsnappning och krubbitning hör till orala störningar. Det som skiljer dem åt är att krubbitare måste ta stöd mot något för att kunna utföra sitt beteende, till exempel en boxkant. Därefter uppstår ett rapande ljud och det är när de drar in/ut luften genom luftröret. Luftsnappning är samma sak som krubbitning den enda skillnaden är att luftsnappare inte tar stöd mot en kant av något slag. Luftsnappare drar istället endast in huvudet i en hastig rörelse mot bringan.

## Vad är ett stereotypt beteende?
Stereotypa beteenden är beteenden som hästar utvecklar när de inte får utlopp för sina naturliga beteenden. När ens häst har utvecklat ett stereotypt beteende (till exempel krubbitning) kan man se det som ett rop på hjälp. När hästen utvecklat ett sådant beteende kan man vara säker på att det är något som hästen inte trivs med i miljön den lever. Det kan vara allt från stallmiljön (en granne som hästen blir stressad av) till fodret som hästen äter (till exempel att hästen får för lite grovfoder). Stereotypa beteenden finns inte hos vildhästar, utan det är något som endast domesticerade hästar har utvecklat.

## Orsak
Det finns flera påståenden om vad som orsakar krubbitning. Påståenden som att krubbitning smittar eller att det är ärftligt är myter, oftast hörs detta från stall som inte vill erkänna att det är stallmiljön och/eller hästhanteringen som är det egentliga problemet. Myten om att det smittas kommer ifrån att om en häst utvecklar krubbitning och att andra hästar sedan följer beror det inte på att dessa har ”smittas”. Det som egentligen händer är att alla hästarna utsetts för samma påfrestande miljö eftersom de står i samma stall.
Några saker som orsakar krubbitning och andra stereotypier är: akut och kronisk stress, smärta, mycket kraftigt fysisk ansträngning, frustration, alltför välsmakande foder, otillräckliga möjligheter till sociala kontakter med andra hästar, för hög ljudnivå i stallet, återkommande frustration på grund av felaktig eller olämplig hantering och magsår. Krubbitning brukar anse orsakas av påfrestningar vid födointag. Dessa påfrestningar kan vara förkorta ättider som orsakas av att hästen får för mycket kraftfoder och för lite grovfoder. Kraftfoder går mycket snabbare för hästar att äta än grovfoder. Vilket bidrar till att hästen inte får sitt tuggbehov tillgodosett. Även för få utfodringar med för lite grovfoder innebär att behovet inte tillgodoses. Hästen har stark motivation till att utföra sina naturliga beteenden, till exempel betning som har med hästens tuggbehov att göra. I frihet betar hästen ca 18 timmar på ett dygn.  Om man då förhindrar hästen från att utföra det den har så stark motivation till att göra kommer den att utföra beteende på annat sätt för att få utlopp för motivationen.
En häst som inte får sina naturliga beteenden tillgodosedda blir stressade individer och löser detta genom att till exempel krubbita eller luftsnappa. När hästar gör detta utsöndras beta-endorfiner som är ett morfinliknande ämne som finns i kroppen och som har en smärtstillande effekt. När det utsöndras lindras den smärtan vi orsakat hästen. Eftersom hästen mår bättre när den utför det här beteendet så kommer det att fortsätta med det. Det är därför svårt att bli av med stereotypier som en gång orsakats av en påfrestande miljö.

## Följder av krubbitning
En vanlig myt om krubbitning är att hästar sväljer luft och därmed riskerar att drabbas av kolik när de krubbiter. Detta är dock inte sant då krubbitning snarare är ett symptom på magproblem och inte tvärtom. 

## Åtgärder
Det första steget är att låta hästen veterinärundersökas för att utesluta en eventuell sjukdomsbild. Därefter bör man se över hästens miljö för att säkerställa att den har möjlighet att utföra sina naturliga beteenden i så hög grad som möjligt. 